# Isael
Isael de son nom complet Isael da Silva Barbosa est un footballeur brésilien né le 13 mai 1988 à São Paulo. Il joue depuis 2019 au EC Noroeste au poste de milieu de terrain.

## Biographie

### Ferencváros TC (Depuis 2018)
Le 1er février 2019, Isael s'engage avec le club hongrois du Ferencváros TC.

## Palmarès
- SC Recife
  - Champion du Pernambouc en 2010.

- FK Kaïrat Almaty
  - Vainqueur de la Coupe du Kazakhstan en 2014, en 2015 et en 2017.

- Ferencváros TC
  - Champion de Hongrie en 2019, 2020 et en 2021.